# پرچم کنتاکی
پرچم کنتاکی در ۲۶ مارس ۱۹۱۸ پذیرفته شد.